# Re’mon Nelson
Re’mon Nelson (ur. 23 sierpnia 1990 w Canal Winchester) – amerykański koszykarz, występujący na pozycji rozgrywającego.

## Osiągnięcia
Stan na 27 lipca 2016, na podstawie, o ile nie zaznaczono inaczej.
NCAA II
- Zawodnik Roku Konferencji Peach Belt (2013)
- Zaliczony do:
  - I składu konferencji Peach Belt (2013)
  - III składu konferencji Peach Belt (2012)

Drużynowe
- Uczestnik rozgrywek ligi VTB (2016)